# オマーンの文化
オマーンの文化にはイスラム教が深く浸透している。オマーンではイバード派と呼ばれる独自のイスラム教の宗派が発展しているが、イスラム教の二大勢力と呼ばれるスンナ派とシーア派の信仰者も多い。このことを念頭に置くと、ラマダーンと呼ばれる断食月や他のイスラム教関連の事柄がオマーンの文化において非常に重要であることが分かる。

## 衣装

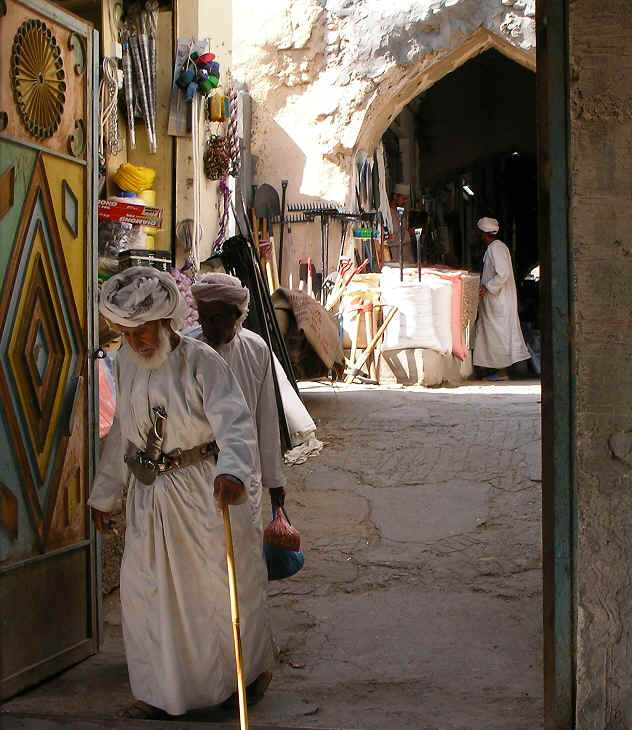
ニズワのオマーン人

男性の伝統衣装は足首まである長袖の襟のついたガウンであり、「ディシュダーシャ」と呼ばれる。通常衣服の色は白で、他の色としては茶色やライラック、黒などがある。男性が身に付けるアクセサリはいろいろな種類がある。例としては、「マサッル (Massar)」 (ターバンの一種), 「アッサ (assa)」 (主に公式行事などで使用される杖)、そして「ハンジャル」がある。ハンジャルは公式行事などの際に先端が曲線形をしている典礼用のダガーであり、しばしば「男性の優雅さの重要なシンボル」として描かれる。
女性の伝統衣装には「シルワル (sirwal)」というズボンや「リハフ (lihaf)」という髪飾りがある。通常、伝統衣装はカラフルで、明るい色が多用される。伝統的に、オマーンの女性は木製の厚底靴を履いていたが、現代では多くの女性がサンダルを履くようになっている。衣服は地方によって様々で、裁断、色、刺繍、材質などに微妙な違いがある。女性は金の宝石や 化粧品などを身に着けて外出する。身に付けるものはブランド品や伝統工芸品が多い。

## ダウ船
海洋国家であるオマーンの重要なシンボルがダウ船という帆船である。この帆船は何世紀にも渡り交易でアラビア半島、インド、東アフリカをめぐる際に使用されてきた。実際、8世紀にはオマーンのダウ船が使用して中国と交易をしていたという記述がある。近代における使用としては、ダウ船は交易、旅行、漁業などに使用され、オマーン沿海全域でダウ船が多く見られた。スハール、スール、サラーラ、首都マスカットなどの主要港はすべて多数の船を保有しており、スールには大規模なダウ船製造工場もある。

## 料理
オマーン料理は概してとてもシンプルであり、多くの香辛料やマリネ液を使用し、通常鶏肉、魚介類、マトンなどから構成される。多くのアジアの国と異なり、オマーン料理は香辛料を多量に使用するということはなく、地方により料理に幅がある。オマーンの普段の料理としては、米、様々な種類のスープ、サラダ、カレー、新鮮な野菜といった料理が出される。デザートとして、オマーン人の多くは「オマーンのハルワ」のような甘味を食べる。これは通常カフワを飲み終わる前に出されることが多い。「カフワ」はオマーンのアラビアコーヒーで非常に人気があり、もてなしのシンボルとしてよく利用される。他の人気のある飲み物としては茶、「ラバン (laban)」 (塩辛いバターミルクの一種)、ヨーグルト飲料がある。
祝いの場では、イスラム教の伝統に則った特別料理が用意される。料理の種類は非常に多岐にわたり、ラマダーンの期間中のみ提供されるような料理もある。